# Pădureni (Chinteni), Cluj

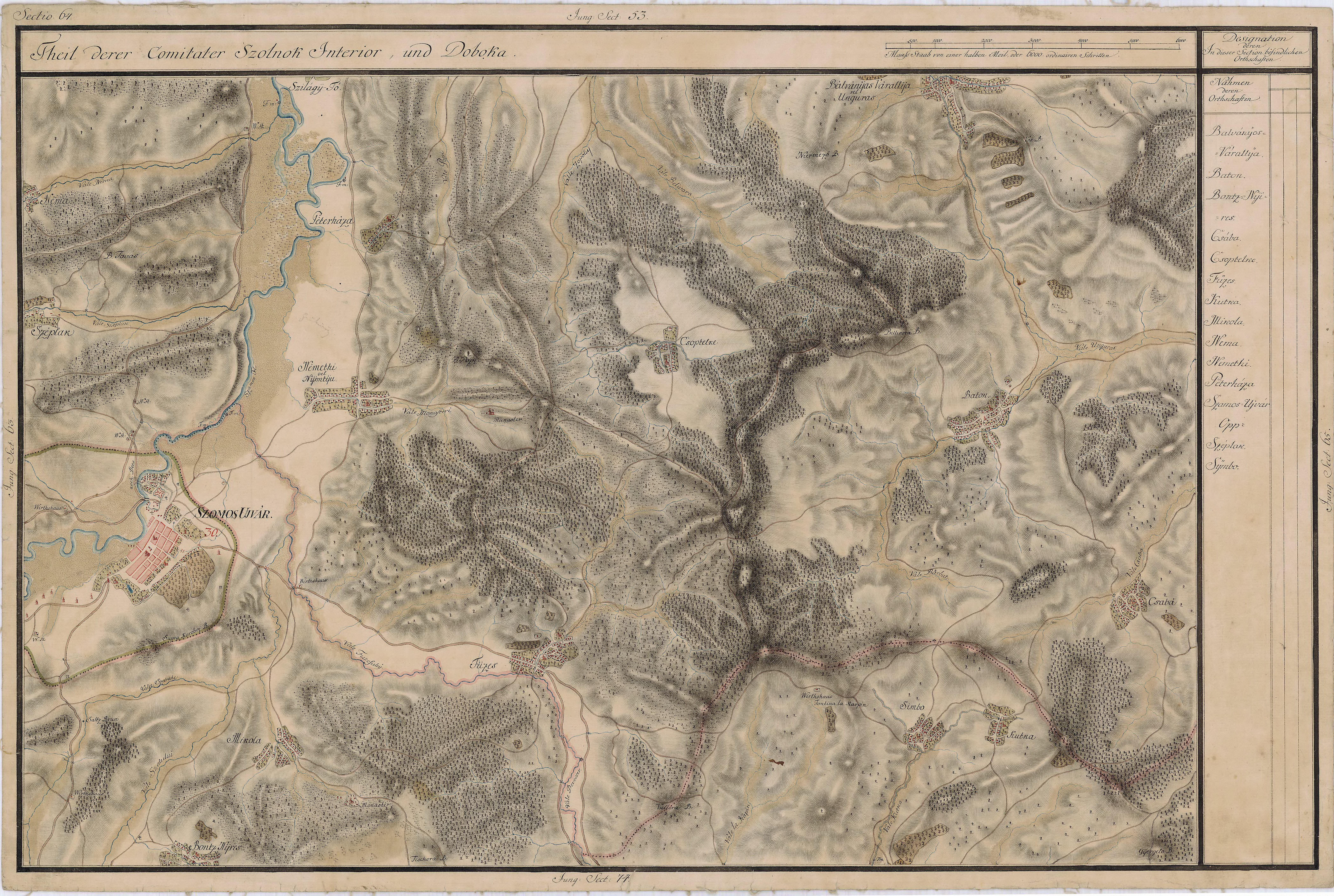
Pădureni pe Harta Iosefină a Transilvaniei, 1769-1773

Pădureni (în maghiară Fejérdi-Fogadók) este un sat în comuna Chinteni din județul Cluj, Transilvania, România. Înainte de 1924, localitatea era cunoscută sub denumirea de Făgădaiele Feiurdului.

## Date geografice
Altitudinea medie: 544 m.

## Galerie de imagini

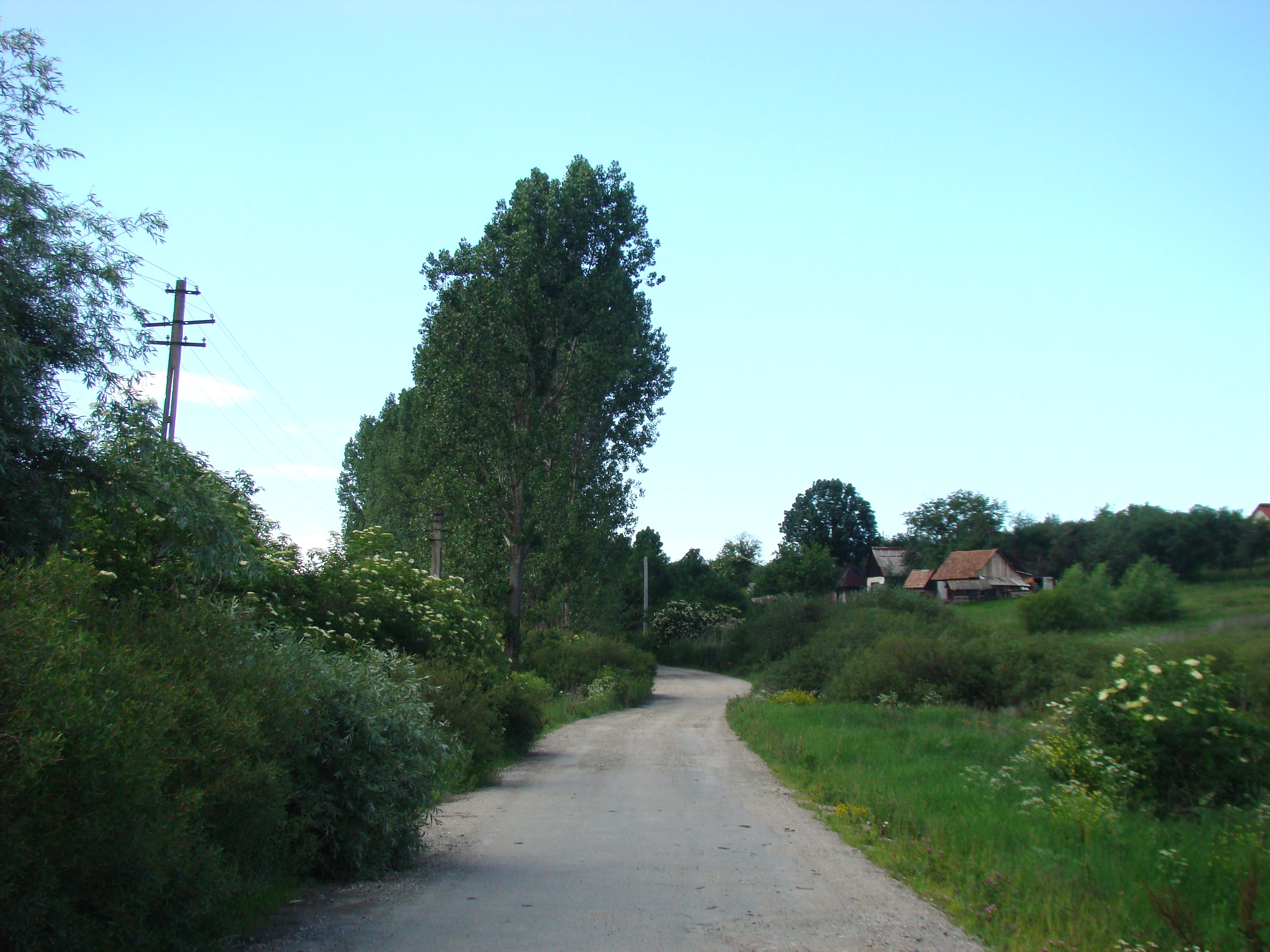
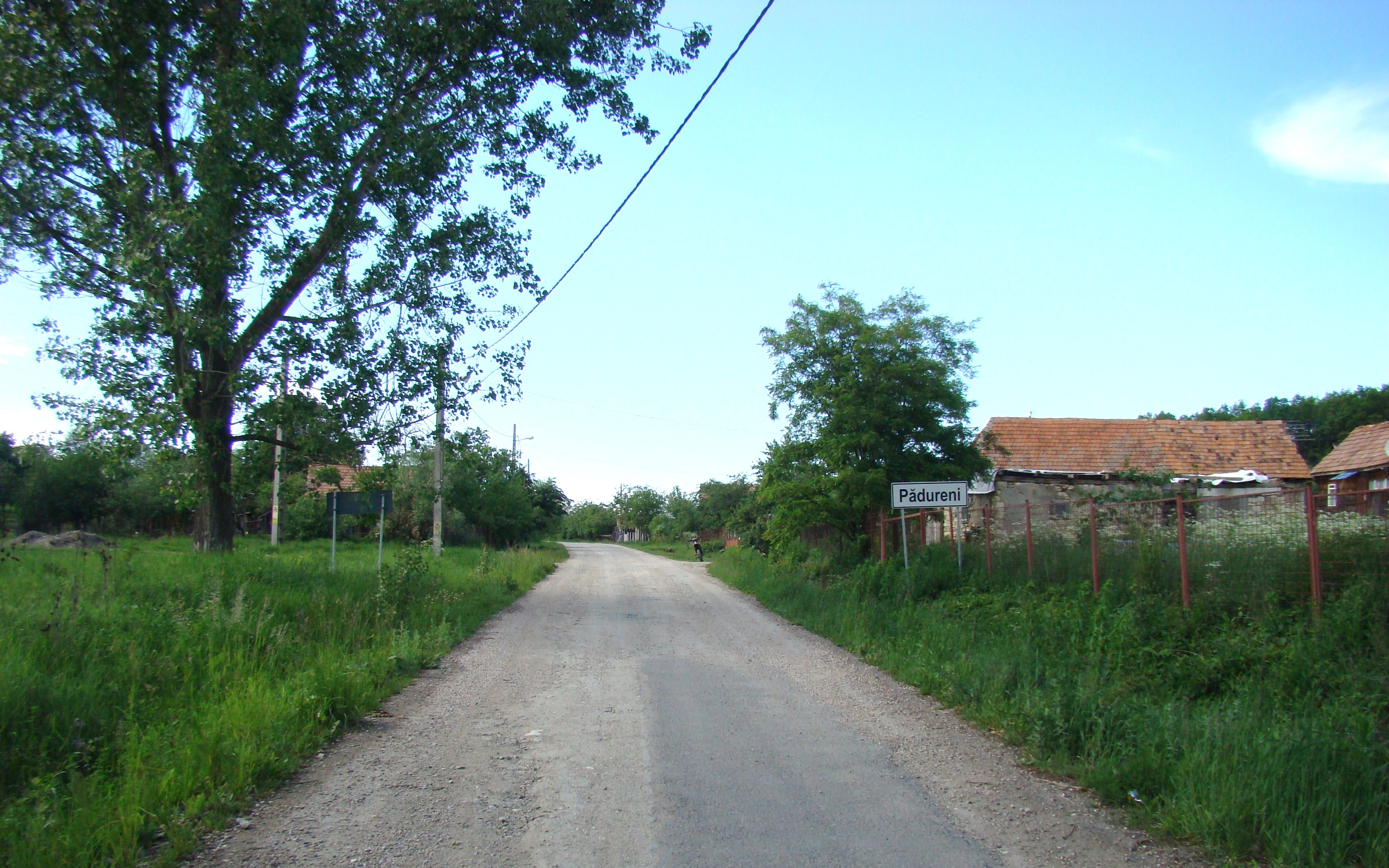
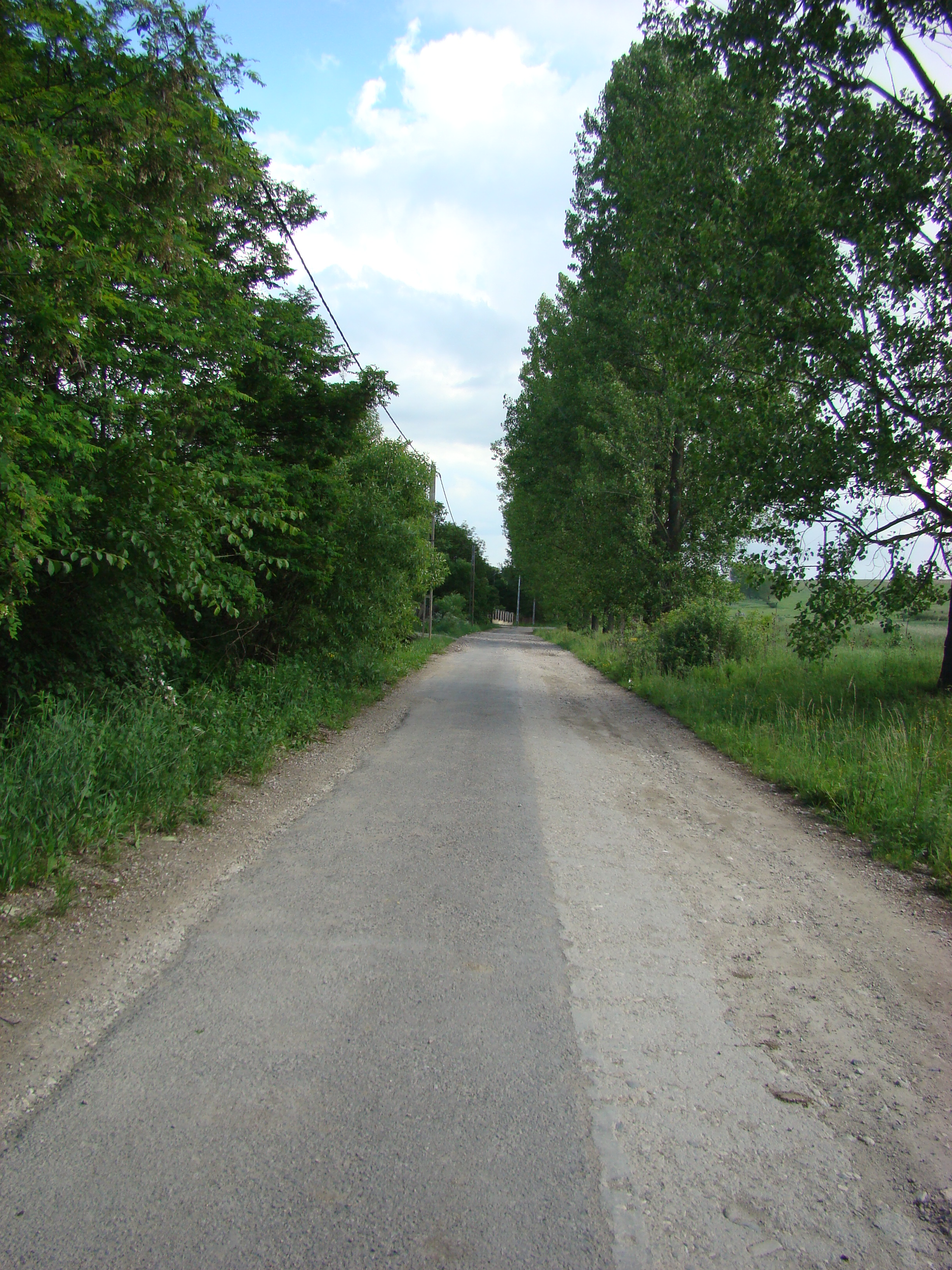
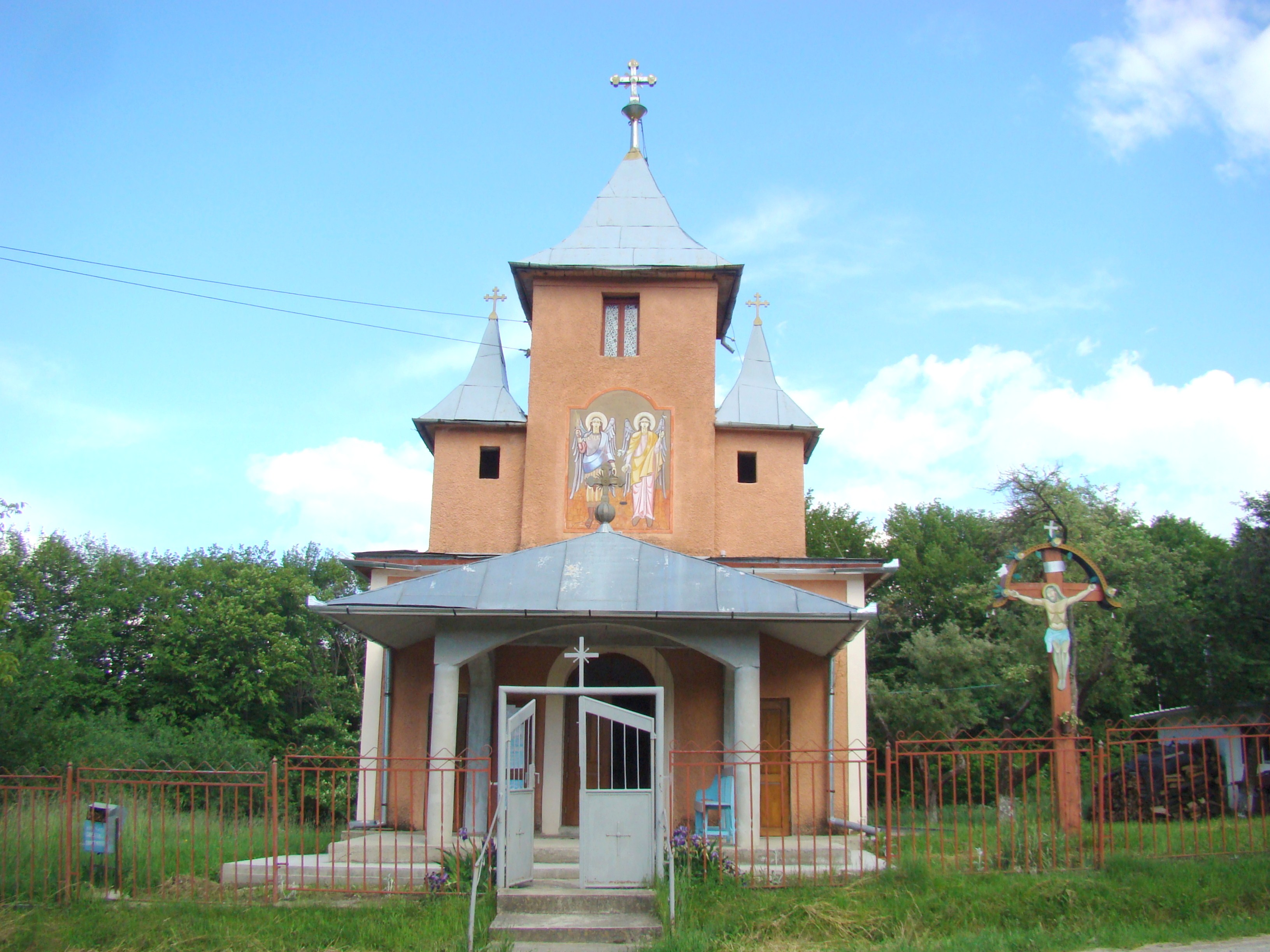
Biserica ortodoxă (1918)
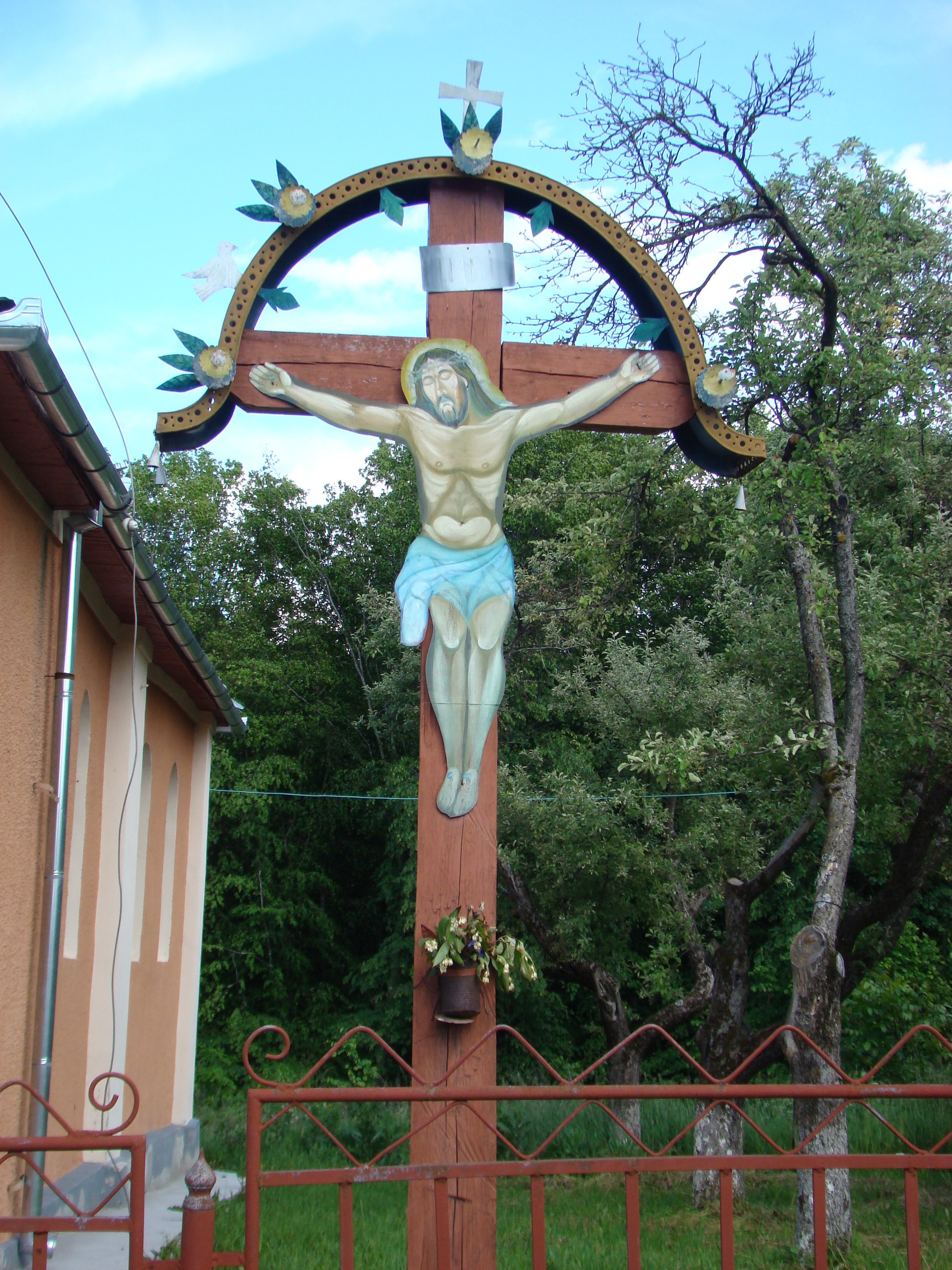
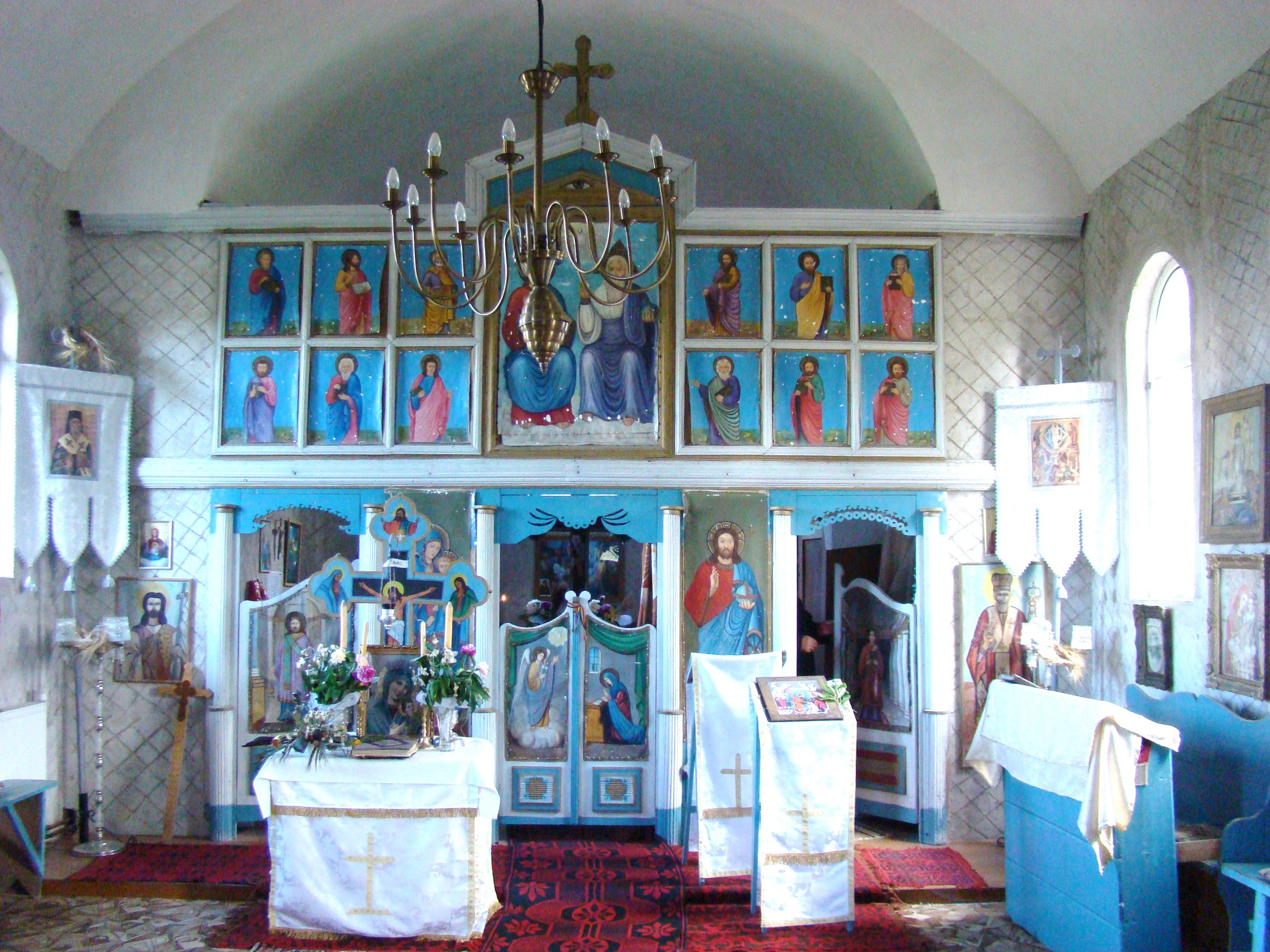
Biserica ortodoxă (interior)
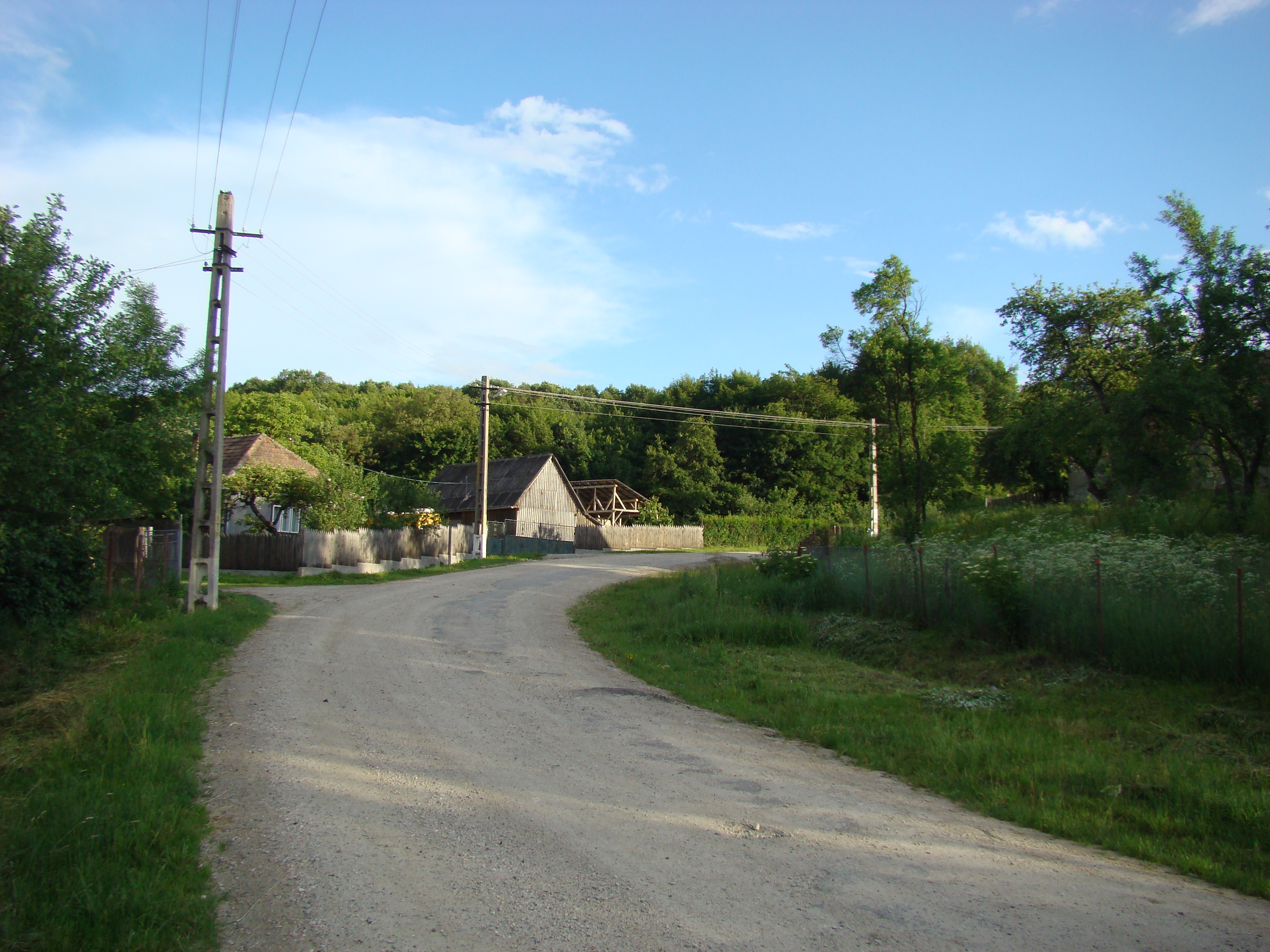
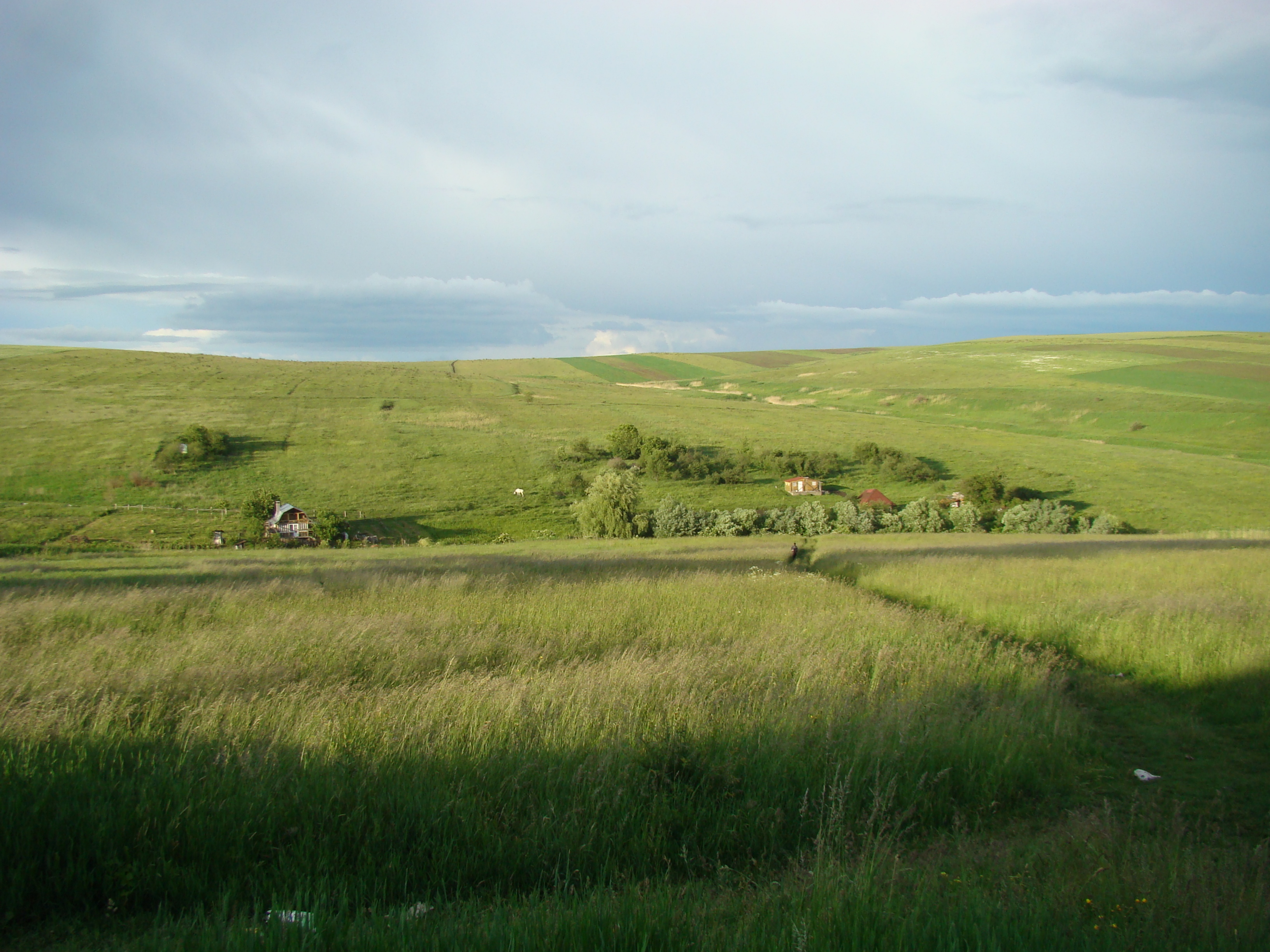
Dealu Fânațelor
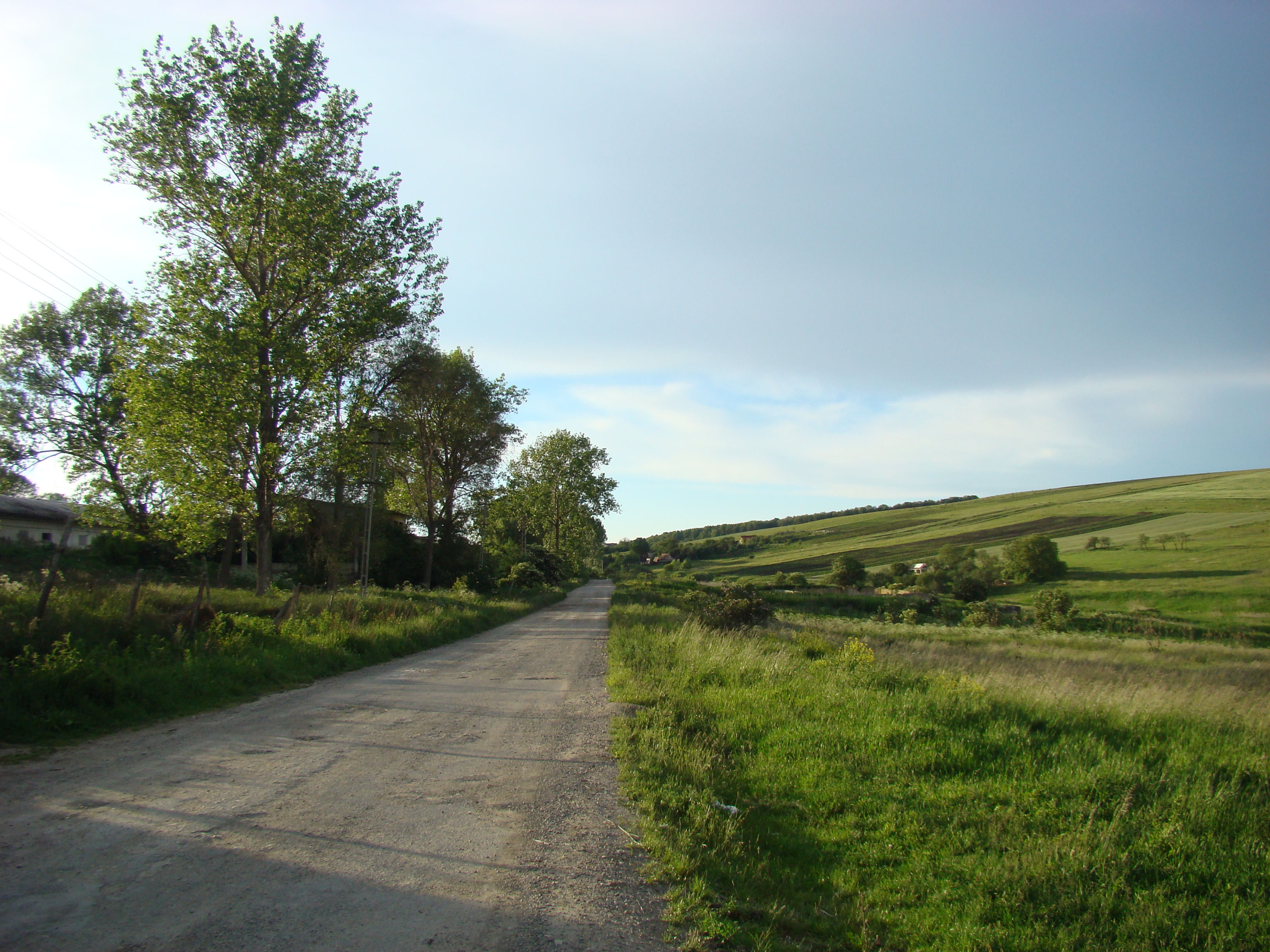
Drumul Dealu Fânațelor-Pădureni
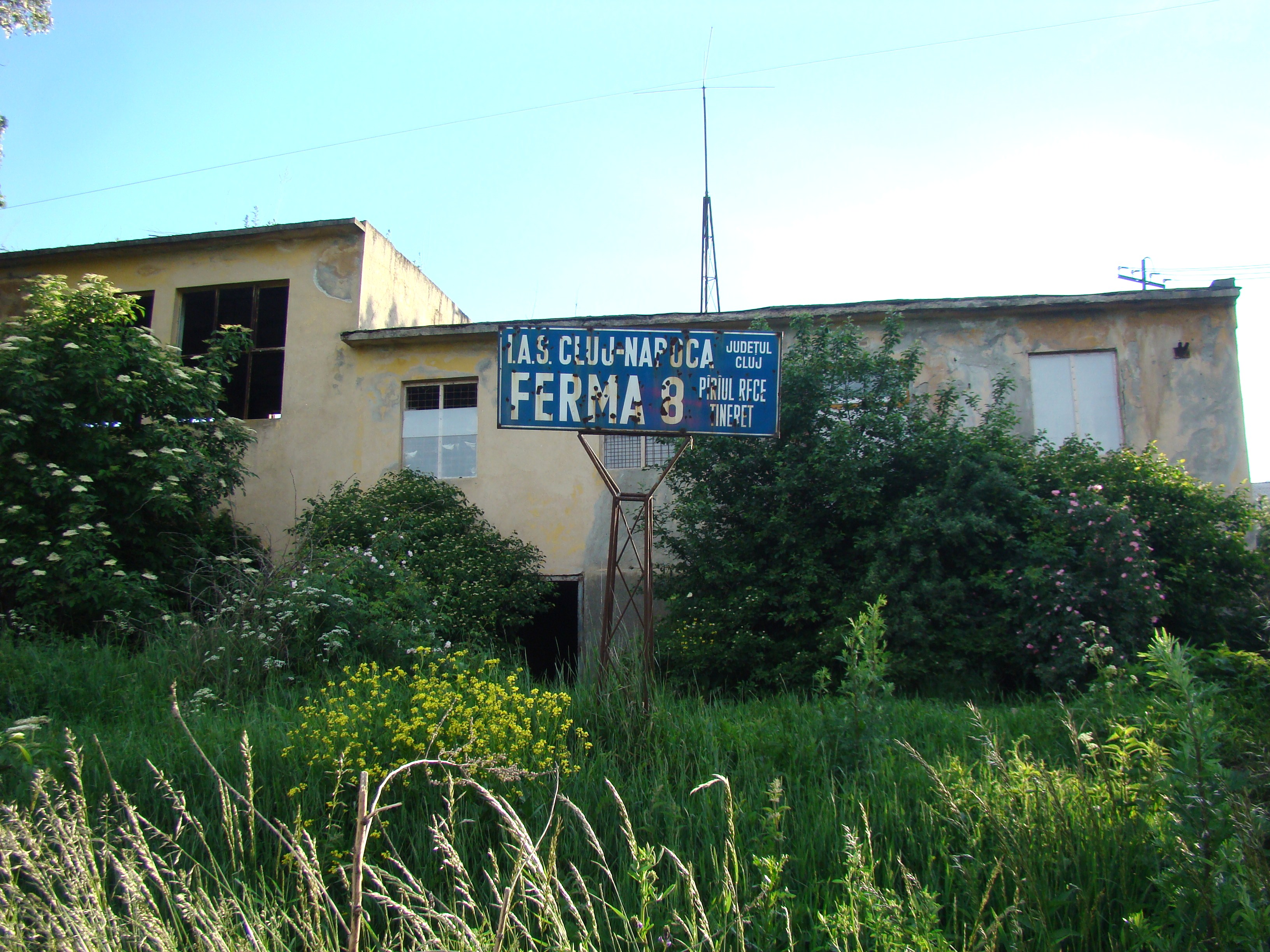
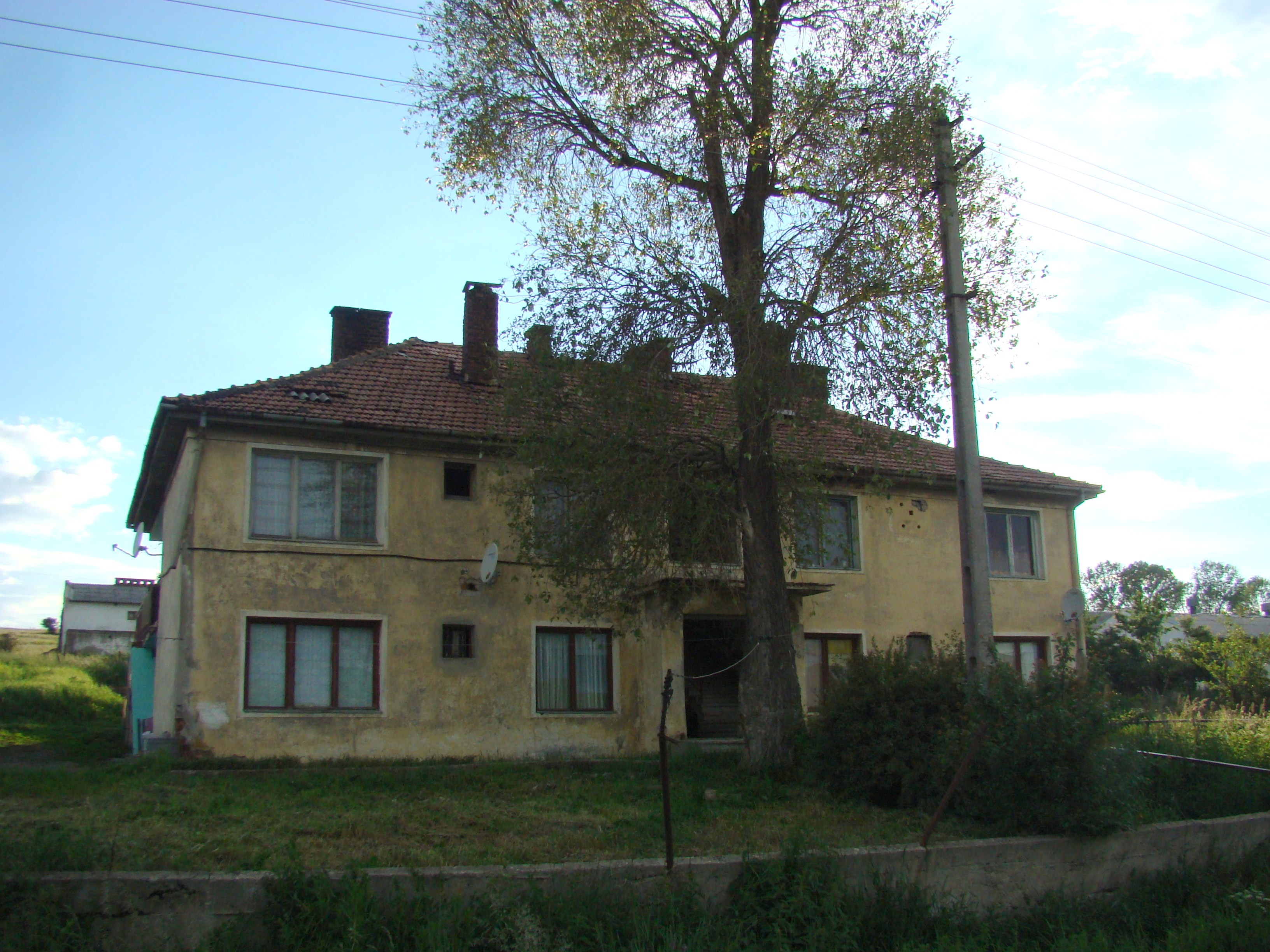
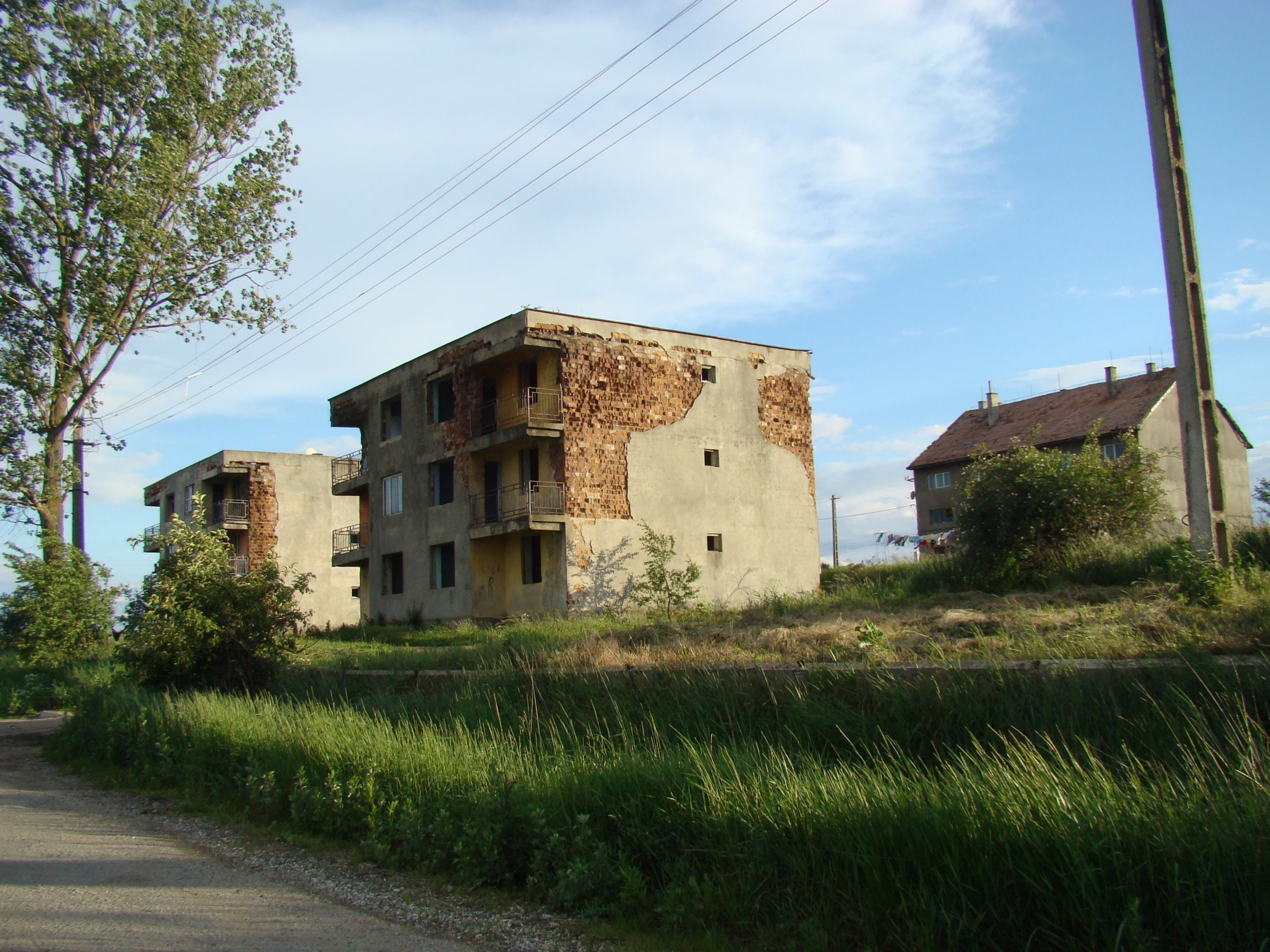